# 原忠治
原 忠治（はら ちゅうじ、嘉永2年（1849年）- 没年不詳）は、日本の建築技師、大工。

## 経歴
1880年（明治13年）に工部省営繕局有栖川宮邸建築掛で建築職工世話掛で出仕。その後鉄道局建築掛、第三海軍区鎮守府建築委員雇などを経て、1887年（明治20年）海軍省技手となる。
1891年（明治24年）、宮内省内匠寮技手となり、1895年（明治28年）完成の京都帝室博物館の工事を担当した。
またその後、主要技術者として東宮御所御造営にも参加した。